# Ruku
 (février 2016).
Si vous disposez d'ouvrages ou d'articles de référence ou si vous connaissez des sites web de qualité traitant du thème abordé ici, merci de compléter l'article en donnant les références utiles à sa vérifiabilité et en les liant à la section « Notes et références ».

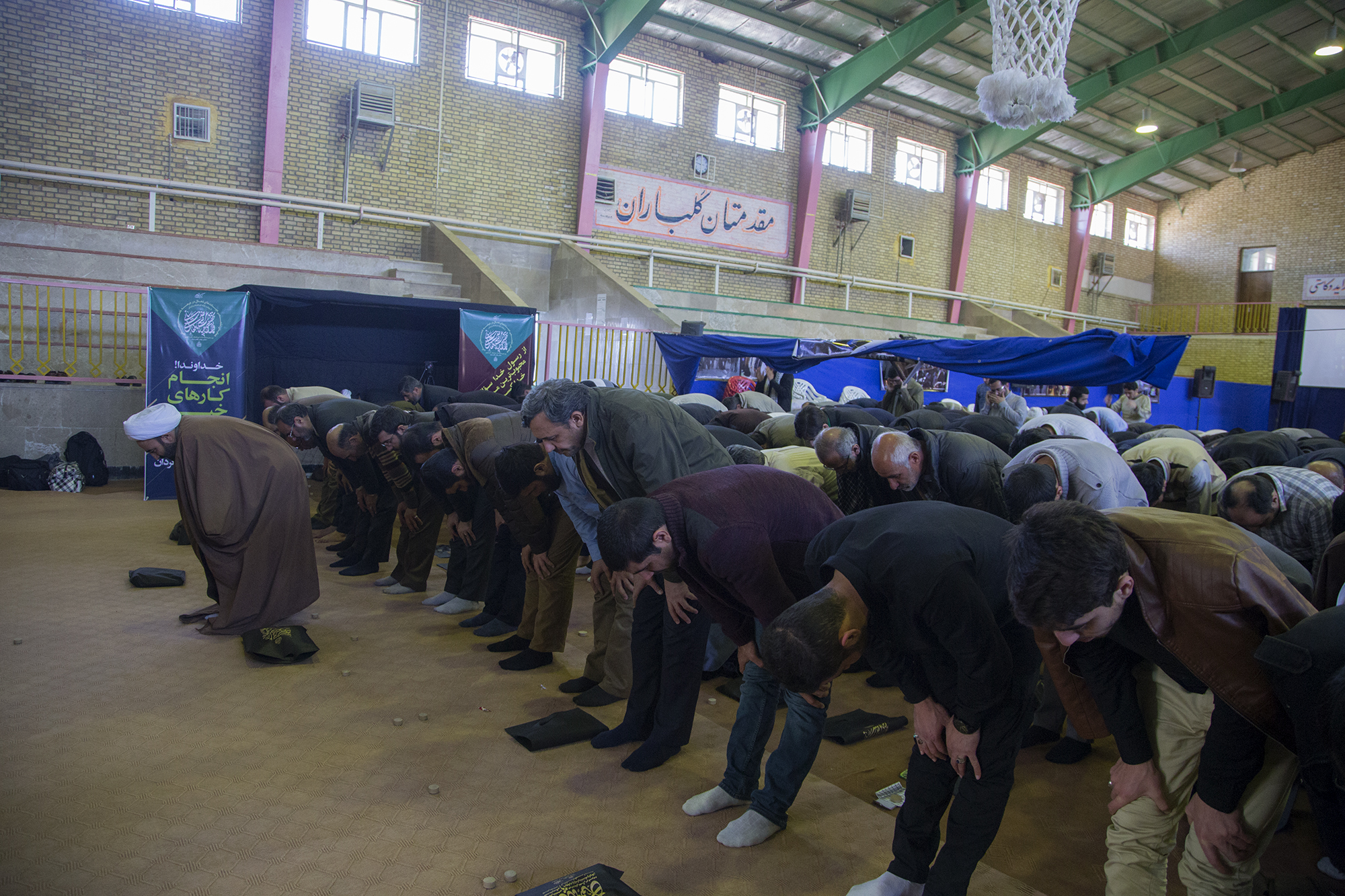
Des fidèles en position rukūʿ pendant la salat.

Le rukūʿ (arabe: رُكوع, français : Inclinaison) désigne en premier lieu la position prise par un fidèle lors de la prière musulmane (Salat), définissable par l'inclinaison et la courbure du buste lors de la lecture du Coran.  

## Description
La position du rukû se caractérise par l'inclinaison et la courbure du buste et un positionnement des mains sur chacun des genoux. Le buste et la nuque doivent alors être au maximum parallèle au sol.
Dans le livre Al-Ghazali Inner Dimensions of Islamic Workship, l'auteur écrit au sujet du rukû : « Courber le buste (Rukû) et la prosternation (Sujud) sont des actes accompagnés par une nouvelle réaffirmation de la grandeur suprême de Allah. Par l'acte de se courber, vous renouvelez votre soumission et votre humilité en vous efforçant d'affiner votre sentiment intérieur en passant par une prise de conscience de votre propre impuissance et de l'insignifiance devant la puissance et la grandeur de votre Seigneur. Pour confirmer cela, vous utilisez votre langue à plusieurs reprises pour glorifier votre Seigneur et témoigner de sa majesté suprême, intérieurement et extérieurement. Alors, vous vous redressez avec l'espoir d'obtenir Sa grâce. Pour exprimer cet espoir, vous dites « sami'a -llahu liman hamidahu (سمع الله لمن  حمده) », ce qui signifie Dieu écoute ceux qui sont reconnaissants envers lui. Conscient de la nécessité d'être extrêmement reconnaissant, vous ajoutez immédiatement « rabbana lak al-ḥamd (ربّنا لك الحمد) », ce qui signifie Louange reconnaissante pour vous, mon Seigneur !. Pour montrer l'abondance de votre gratitude, vous pouvez aussi dire « malʾ as-samāwāt wa-malʾ al-ʾarḍ (ملء السماوات وملء الأرض) » qui signifie autant que les cieux et la Terre peut contenir. »